# Васильевка (Новоспасский район)
Васильевка — село в Новоспасском районе Ульяновской области в составе Красносельского сельского поселения.

## География
Находится на расстоянии примерно 21 километр по прямой на восток-юго-восток от районного центра поселка Новоспасское.

## История
В 1913 году в селе было 145 дворов, 1017 жителей, церковь (не сохранилась). В 1990-е годы центр коопхоза «Васильевское».

## Население
Население составляло 105 человек (русские 74%) в 2002 году, 61 по переписи 2010 года.